# Cornelis van Outhoorn

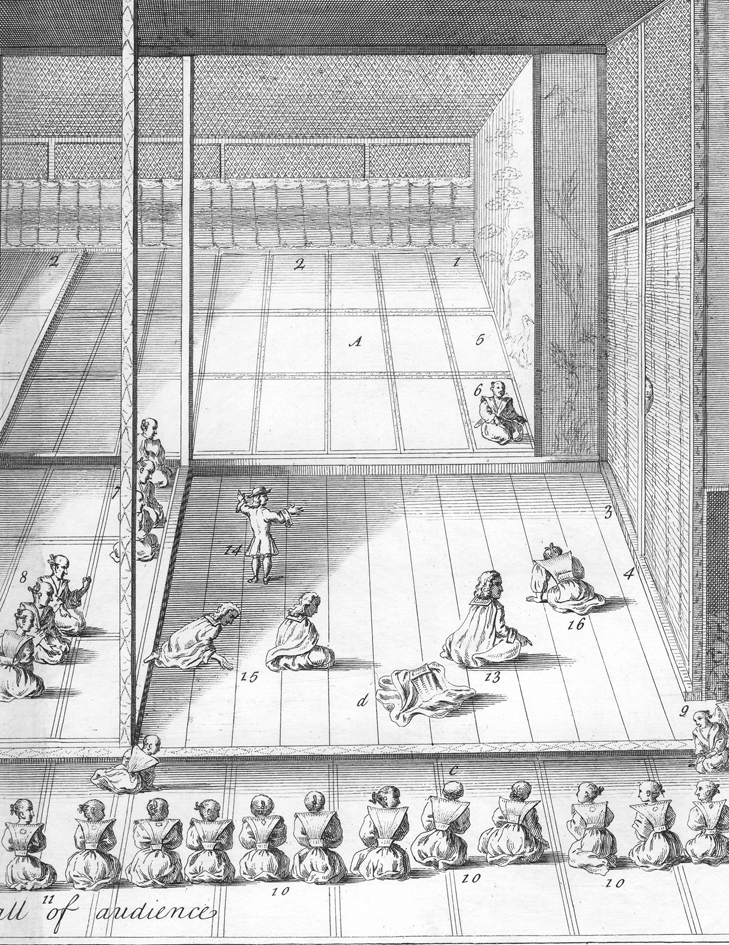
Van Outhoorn op bezoek bij de shogun

Cornelis Cornelisz. van Outhoorn (Ambon ? na 1635- Batavia, 1708) was een raad van Indië, opperhoofd in Dejima en baljuw in Batavia.

## Biografie
Hij was de zoon van Cornelis van Outhoorn, de gouverneur van de Banda-eilanden, evenals Willem van Outhoorn en Dirk van Outshoorn. Hij begon zijn carrière als koopman in Gamron. Van Outhoorn werd in 1683 raad van Indië en trouwde met Susanna Muller, geboren in 1666 in Malakka; in 1684 werd hij boekhouder van de VOC in Batavia. In 1685 kwam François Valentijn tijdelijk naast hem wonen, die het orgel bespeelde, in het bezit van hem of zijn broer.
Hij werd in 1688, 1691 en 1695 benoemd als opperhoofd in Japan, een buitengewoon voordelig ambt, omdat de particuliere handel aan het opperhoofd openlijk was toegestaan, maar raakte in opspraak vanwege knoeierij in de boekhouding. Engelbert Kaempfer reisde met hem op een hofreis van Nagasaki naar Edo. Van Outhoorn werd nog aangesteld als baljuw in Batavia.